# Distrito de Wittmund
El Distrito de Wittmund (en alemán: Landkreis Wittmund) es un distrito Landkreis ubicado al noroeste del estado federal de Baja Sajonia (Alemania) y pertenece además a Frisia Oriental. Limita al oeste con el distrito de Aurich, al norte el distrito tiene la costa del Mar del Norte, al este limita con el distrito de Frisia y al sur tiene una pequeña frontera con el distrito de Leer. Su capital de distrito es la ciudad de Wittmund.

## Geografía
El distrito se encuentra ubicado en la comarca del Festland a ambos lados de las islas frisias orientales Langeoog y Spiekeroog. Una gran parte del distrito se encuentra en la comarca histórica de Harlingerland.

## Composición del distrito
Datos procedentes de la encuesta de población de 30 de junio de 2005.

### Unión de municipios
1. Friedeburg (10.658)
2. Langeoog (2.028)
3. Spiekeroog (828)
4. Wittmund, ciudad (21.374)

### Samtgemeinden
| - 1. Samtgemeinde Esens (14.016) 1. Dunum (1.114) 2. Esens, Stadt * (6.894) 3. Holtgast (1.706) 4. Moorweg (873) 5. Neuharlingersiel (1.077) 6. Stedesdorf (1.667) 7. Werdum (685) | - 2. Samtgemeinde Holtriem (9.013) 1. Blomberg (1.502) 2. Eversmeer (909) 3. Nenndorf (694) 4. Neuschoo (1.228) 5. Ochtersum (959) 6. Schweindorf (667) 7. Utarp (664) 8. Westerholt * (2.390) |